# Banatski Karlovac
Banatski Karlovac (en serbe cyrillique : Банатски Карловац ; en hongrois : Nagykárolyfalva ; en allemand : Karlsdorf) est une ville de Serbie située dans la province autonome de Voïvodine. Elle fait partie de la municipalité d'Alibunar dans le district du Banat méridional. Au recensement de 2011, elle comptait 5 084 habitants.

## Géographie
La majeure partie de Banatski Karlovac se situe dans la zone de la réserve naturelle de Deliblatska peščara. La localité voisine de Devojački Bunar est administrativement rattachée à la ville.
La ville est située à 40 km de Pančevo et à 25 km de Vršac, sur la route européenne E70, qui, dans ce secteur, relie Belgrade à Timişoara (en Roumanie).

## Climat
La station météorologique de Banatski Karlovac, située à 100 m d'altitude, enregistre des données depuis 1985 (coordonnées 45° 03′ N, 21° 02′ E).
La température maximale jamais enregistrée à la station a été de 41 °C le 4 juillet 2000 et la température la plus basse a été de −23,7 °C le 31 janvier 1987. Le record de précipitations enregistré en une journée a été de 92 mm le 10 juillet 1999. La couverture neigeuse la plus importante a été de 32 cm du 25 au 27 janvier 2000.

## Histoire
Depuis la fin de l'occupation ottomane (Traité de Passarowitz en 1718) jusqu'en 1918, le Banat fait partie de la monarchie autrichienne (empire d'Autriche), au Voïvodat de Serbie et du Banat de Tamiš de 1849 à 1860. Après le compromis de 1867, dans la Transleithanie, au Royaume de Hongrie en 1871.

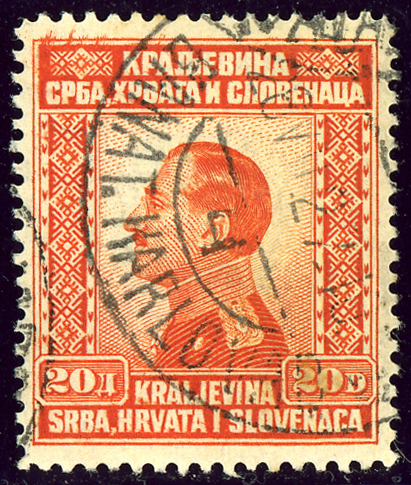
Royaume des Serbes, Croates et Slovènes, timbre de 1924, portrait du roi Alexandre

## Démographie

### Évolution historique de la population
| 1948  | 1953  | 1961  | 1971  | 1981  | 1991  | 2002  | 2011  |
| ----- | ----- | ----- | ----- | ----- | ----- | ----- | ----- |
| 5 834 | 5 186 | 6 025 | 6 273 | 6 319 | 6 286 | 5 820 | 5 084 |

|  |

## Religions

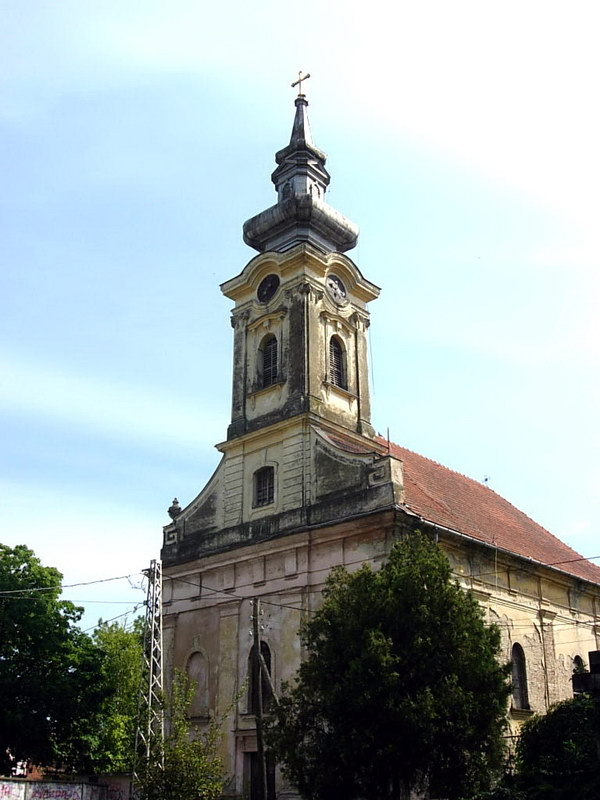
L'église catholique Saint-Charles-Boromée